# Animals Now
«Animals Now» (ранее «Anonymous for Animal Rights») — зоозащитная организация, базирующаяся в Израиле и основанная в 1994 году. Её деятельность направлена на разоблачение жестокости на промышленных фермах, продвижение законодательства о защите животных и информирование общественности.

## Достижения
Одна из первых крупных кампаний организации против принудительного кормления гусей и уток привела к постановлению суда, фактически объявившему насильственное кормление вне закона в Израиле в 2003 году. Запрет вступил в силу в 2006 году. После этого организация продолжила возбуждать судебные дела против фермеров, которые продолжали незаконно принуждать кормить гусей.
Организация провела кампанию против содержания телят изолированными в индивидуальных клетках, которые не позволяют им двигаться, и против отказа от воды для телят — оба эти правила считаются стандартной практикой в говяжьей индустрии. Кампания привела к постановлению суда, объявившему эту практику в Израиле вне закона в 2005 году.
В 2014 году организация запустила программу «Вызов 22» по приобщению людей к веганскому образу жизни при поддержке диетологов и консультантов. Среди участников программы были депутаты Тамар Зандберг («Мерец») и Шаррен Хаскель («Ликуд»), которые сами стали веганами после своего участия в программе. После первоначального запуска программы в Израиле она также была запущена на международном уровне.
Несколько тайных расследований, проведенных организацией, транслировались по телевидению в прайм-тайм, разоблачая жестокое обращение с животными в крупных израильских мясных компаниях, таких как Тнува, Soglowek, Dabah Salah & Sons и Haifa Slaughterhouse. В некоторых случаях расследования привели к возбуждению уголовных дел и предъявлению обвинений рабочим, уличенным в жестоком обращении с животными, а также к временному закрытию скотобоен.
Организация возглавила кампанию против использования животных в цирках, в результате чего был введен общенациональный запрет на использование диких животных в цирках Израиля. Некоторые города (Тель-Авив, Беэр-Шева и Герцлия) также ввели запрет на использование в цирках домашних животных.
Кампания организации против импорта живого скота привела к законопроекту, запрещающему подобный импорт в Израиль.
Тайное расследование, проведенное организацией в сотрудничестве с PETA India, выявило жестокое обращение с животными в яичной и птицеводческой промышленности Индии.
Организация сотрудничала с PETA, чтобы разоблачить жестокое обращение с животными на бойнях в Южной Америке, экспортирующих мясо в Израиль. Расследование побудило, чтобы раввинистические авторитеты проинструктировали кошерные бойни прекратить использование метода «цепь и подъемник» для забоя скота.